# Сан-Домингус-ду-Норти
Сан-Домингус-ду-Норти (порт. São Domingos do Norte) — муниципалитет в Бразилии, входит в штат Эспириту-Санту. Составная часть мезорегиона Северо-запад штата Эспириту-Санту. Входит в экономико-статистический микрорегион Колатина. Население составляет 7452 человека. Занимает площадь 298,9 км². Плотность населения — 24,93 чел./км².

## История
Город основан в 1993 году.

## География
Климат местности: тропический. В соответствии с классификацией Кёппена, климат относится к категории Cfb.